# Otto Julius Bierbaum
Otto Julius Bierbaum (ur. 28 czerwca 1865 w Zielonej Górze (Grünberg in Schlesien) – zm. 1 lutego 1910 w Dreźnie) – niemiecki prozaik, poeta i dziennikarz.
Studiował prawo i filozofię w Zurychu, Monachium, Berlinie i Lipsku. Był poetą, powieściopisarzem, krytykiem literackim, podróżnikiem i autorem pierwszego w historii literatury dziennika podróży odbytej samochodem Eine empfindsame Reise im Automobil, 1903. Zajmował się również literaturą dziecięcą. W 1905 napisał Przygody Zaepfel Kerna, będące niemiecką adaptacją przygód Pinokia Carla Collodiego.
W setną rocznicę śmierci pisarza odsłonięto ku jego czci w rodzinnej Zielonej Górze tablicę pamiątkową.

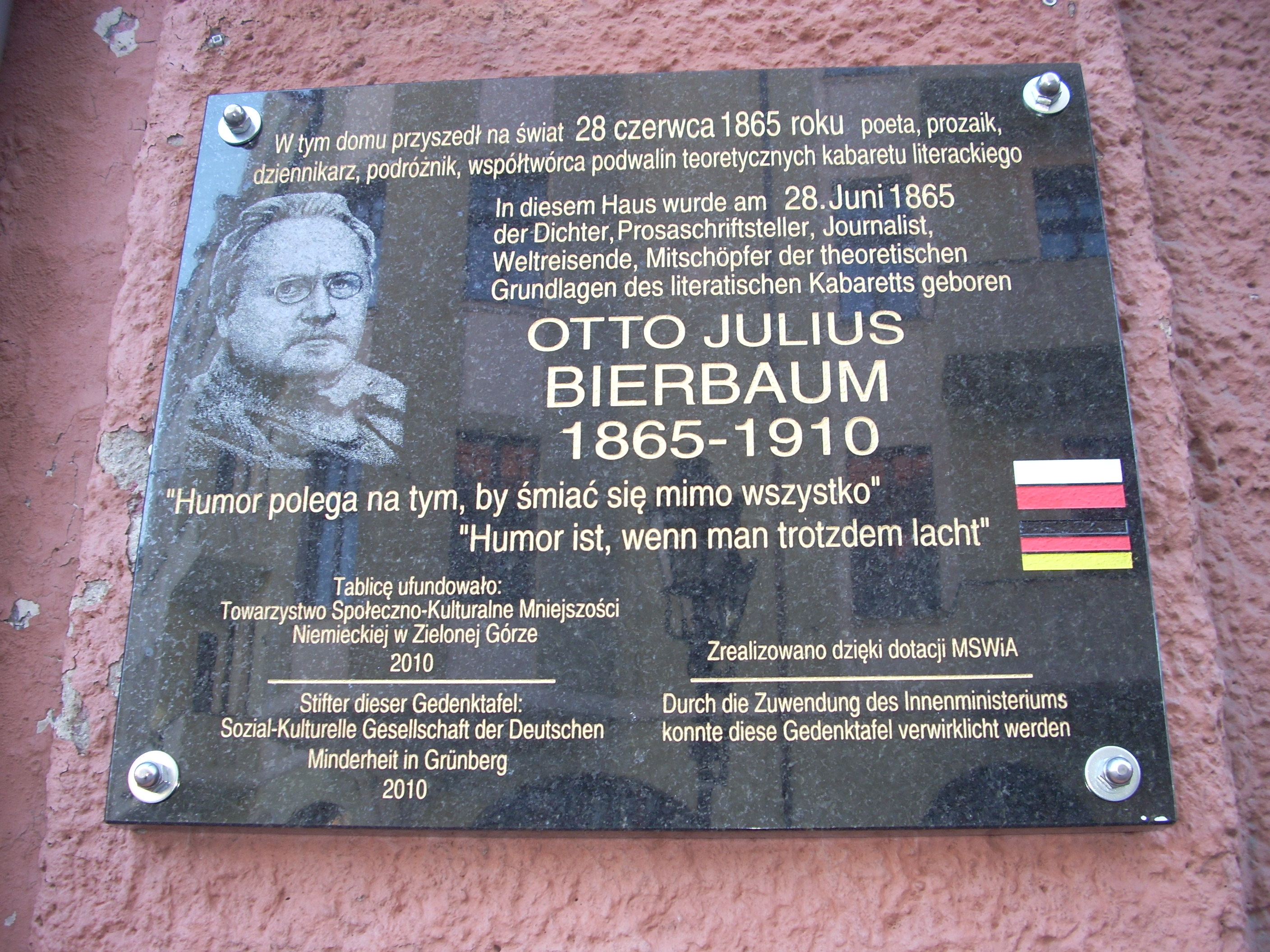
Tablica pamiątkowa na kamienicy w Zielonej Górze, w której urodził się Otto Julius Bierbaum